# Bandar Tongging
Bandar Tongging is een bestuurslaag in het regentschap Karo van de provincie Noord-Sumatra, Indonesië. Bandar Tongging telt 233 inwoners (volkstelling 2010).